# Alburnus mandrensis
Alburnus mandrensis är en fiskart som först beskrevs av Drensky, 1943.  Alburnus mandrensis ingår i släktet Alburnus och familjen karpfiskar. Inga underarter finns listade i Catalogue of Life.
Exemplaren kan vara lite större än 190 mm. I analfenan finns 13 till 15 mjukstrålar.
Arten förekommer endemisk i sjön Mandra i södra Bulgarien och i angränsande vattendrag som avvattnar mot Svarta havet. Exemplaren vandrar till vattendragens övre lopp för äggläggningen. Fortplantningen sker i maj och juni. Alburnus mandrensis äter insekter och andra smådjur som hittas nära vattenytan.
Beståndet hotas av vattenföroreningar samt av dambyggnader. Sjöns yta är cirka 35 km² och hela utbredningsområdet är mindre än 100 km². IUCN kategoriserar arten globalt som akut hotad.